# Thomasl
Thomasl ist eine Ortschaft und eine Katastralgemeinde der Marktgemeinde Ernstbrunn im Bezirk Korneuburg in Niederösterreich. Die Ortschaft hat 88 Einwohner (1. Jänner 2024).

## Geografie
Das südlich am Taschlbach liegende, aus zwei Häuserzeilen bestehende Dorf befindet sich nordwestlich des Foltisberges (268 m ü. A.) und südlich des Windberges (292 m ü. A.). Es wird von der Mistelbacher Straße erschlossen.

## Geschichte
Beim Ort konnte eine Ansiedlung aus der frühen Jungsteinzeit nachgewiesen werden. Erstmals erwähnt wurde der Ort im Jahr 1140 als Domuzelisdorf. Weitere Schreibungen des schwer zu erklärenden Ortsnamens waren Domusselsdorf, Damazzelsdorf, Domulelinsdorf und Thomaezleinsdorf, was jedenfalls mit dem Vornamen Thomas nichts zu tun hat, sondern aus dem Slawischen oder Keltischen herleitbar sein dürfte.
Bis 1808 wurde der Gottesdienst in der Kirche Maria im Feld abgehalten, die sich am Friedhof Niederleis befand, bis diese zum Raub der Flammen wurde. In Thomasl selbst befindet sich die Kapelle Allerseligste Jungfrau Maria, die zuletzt im Jahr 1922 konsekriert wurde. Laut Adressbuch von Österreich war im Jahr 1938 im Ort ein Gastwirt ansässig. Heute ist Thomasl ein Teil der Marktgemeinde Ernstbrunn.